# Bujan
Bujan là một xã trong quận Tropojë thuộc hạt Kukës, Albania. Dân số năm 2005 là 3301 người.